# Élections municipales de 2017 dans Bécancour
Pour un article plus général, voir Élections municipales de 2017 dans le Centre-du-Québec.
Cet article concerne les élections municipales de 2017 dans le Centre-du-Québec dans la municipalité régionale de comté de Bécancour.

## Bécancour
| Candidats pour la mairie       | Vote  | %     |
| ------------------------------ | ----- | ----- |
| Jean-Guy Dubois (Sortant)      | 4 053 | 75,57 |
| Martine Pepin                  | 1 310 | 24,43 |
| Taux de participation : 51,8 % |       |       |

| Candidats conseiller #1   | Vote            | %               |
| ------------------------- | --------------- | --------------- |
| Fernand Croteau (Sortant) | Sans opposition | Sans opposition |

| Candidats conseiller #2   | Vote  | %     |
| ------------------------- | ----- | ----- |
| Raymond St-Onge (Sortant) | 3 664 | 73,57 |
| Ginette Dubé              | 1 316 | 26,43 |

| Candidats conseiller #3 | Vote            | %               |
| ----------------------- | --------------- | --------------- |
| Pierre Moras            | Sans opposition | Sans opposition |

| Candidats conseiller #4 | Vote  | %     |
| ----------------------- | ----- | ----- |
| Mario Gagné (Sortant)   | 2 930 | 61,79 |
| Michel Allard           | 1 812 | 38,21 |

| Candidats conseiller #5 | Vote  | %     |
| ----------------------- | ----- | ----- |
| Denis Vouligny          | 2 031 | 40,77 |
| Mario Guilbert          | 1 434 | 28,79 |
| Julien Guillemette      | 966   | 19,39 |
| Etienne Tourigny        | 550   | 11,04 |

| Candidats conseiller #6     | Vote  | %     |
| --------------------------- | ----- | ----- |
| Carmen L. Pratte (Sortante) | 3 010 | 60,33 |
| Joyce Hélie                 | 1 449 | 29,04 |
| Blak D. Blackburn           | 530   | 10,62 |

## Deschaillons-sur-Saint-Laurent
| Candidats pour la mairie  | Vote            | %               |
| ------------------------- | --------------- | --------------- |
| Christian Baril (Sortant) | Sans opposition | Sans opposition |

| Candidats conseiller #1 | Vote            | %               |
| ----------------------- | --------------- | --------------- |
| Daniel Demers (Sortant) | Sans opposition | Sans opposition |

| Candidats conseiller #2 | Vote            | %               |
| ----------------------- | --------------- | --------------- |
| Nancy Tousignant        | Sans opposition | Sans opposition |

| Candidats conseiller #3  | Vote            | %               |
| ------------------------ | --------------- | --------------- |
| Robert Gendron (Sortant) | Sans opposition | Sans opposition |

| Candidats conseiller #4 | Vote            | %               |
| ----------------------- | --------------- | --------------- |
| Amélie Guay             | Sans opposition | Sans opposition |

| Candidats conseiller #5 | Vote            | %               |
| ----------------------- | --------------- | --------------- |
| René Caron (Sortant)    | Sans opposition | Sans opposition |

| Candidats conseiller #6       | Vote            | %               |
| ----------------------------- | --------------- | --------------- |
| Claudette Fournier (Sortante) | Sans opposition | Sans opposition |

## Fortierville
| Candidats pour la mairie | Vote            | %               |
| ------------------------ | --------------- | --------------- |
| Julie Pressé             | Sans opposition | Sans opposition |

| Candidats conseiller #1 | Vote            | %               |
| ----------------------- | --------------- | --------------- |
| Marc Lemay (Sortant)    | Sans opposition | Sans opposition |

| Candidats conseiller #2 | Vote            | %               |
| ----------------------- | --------------- | --------------- |
| Michel Fortier          | Sans opposition | Sans opposition |

| Candidats conseiller #3 | Vote            | %               |
| ----------------------- | --------------- | --------------- |
| Yannick Pressé          | Sans opposition | Sans opposition |

| Candidats conseiller #4 | Vote            | %               |
| ----------------------- | --------------- | --------------- |
| Éric Guillot (Sortant)  | Sans opposition | Sans opposition |

| Candidats conseiller #5 | Vote            | %               |
| ----------------------- | --------------- | --------------- |
| Sébastien Laplante      | Sans opposition | Sans opposition |

| Candidats conseiller #6  | Vote            | %               |
| ------------------------ | --------------- | --------------- |
| James Kingston (Sortant) | Sans opposition | Sans opposition |

## Lemieux
| Candidats pour la mairie     | Vote            | %               |
| ---------------------------- | --------------- | --------------- |
| Jean-Louis Belisle (Sortant) | Sans opposition | Sans opposition |

| Candidats conseiller #1 | Vote            | %               |
| ----------------------- | --------------- | --------------- |
| Josef Mathis (Sortant)  | Sans opposition | Sans opposition |

| Candidats conseiller #2  | Vote            | %               |
| ------------------------ | --------------- | --------------- |
| Raymond Dumont (Sortant) | Sans opposition | Sans opposition |

| Candidats conseiller #3 | Vote            | %               |
| ----------------------- | --------------- | --------------- |
| Léo-Paul Côté (Sortant) | Sans opposition | Sans opposition |

| Candidats conseiller #4  | Vote            | %               |
| ------------------------ | --------------- | --------------- |
| Céleste Simard (Sortant) | Sans opposition | Sans opposition |

| Candidats conseiller #5     | Vote            | %               |
| --------------------------- | --------------- | --------------- |
| Myriam Bourgault (Sortante) | Sans opposition | Sans opposition |

| Candidats conseiller #6     | Vote            | %               |
| --------------------------- | --------------- | --------------- |
| Martin Blanchette (Sortant) | Sans opposition | Sans opposition |

## Manseau
|             | Élection (2013)                                                                        | Dissolution (2017)                                                                           | Élection (2017)                                                                            |
| Maire       | Guy St-Pierre                                                                          | Guy St-Pierre                                                                                | Guy St-Pierre                                                                              |
| Conseillers | Claude Dubé Patrick Boucher Richard Beaulac Julie Pressé Suzanne Vachon Michel Croteau | Claude Dubé Patrick Boucher Richard Beaulac Jonathan Sylvestre Suzanne Vachon Michel Croteau | Marc Bolduc Tommy Gagné-Dubé Richard Beaulac Jonathan Sylvestre Suzanne Vachon Katy Paquet |

| Candidats pour la mairie | Vote            | %               |
| ------------------------ | --------------- | --------------- |
| Guy St-Pierre (Sortant)  | Sans opposition | Sans opposition |

| Candidats conseiller #1 | Vote | %     |
| ----------------------- | ---- | ----- |
| Marc Bolduc             | 200  | 80,32 |
| Claude Dubé (Sortant)   | 49   | 19,68 |

| Candidats conseiller #2 | Vote            | %               |
| ----------------------- | --------------- | --------------- |
| Tommy Gagné-Dubé        | Sans opposition | Sans opposition |

| Candidats conseiller #3   | Vote            | %               |
| ------------------------- | --------------- | --------------- |
| Richard Beaulac (Sortant) | Sans opposition | Sans opposition |

| Candidats conseiller #4      | Vote            | %               |
| ---------------------------- | --------------- | --------------- |
| Jonathan Sylvestre (Sortant) | Sans opposition | Sans opposition |

| Candidats conseiller #5   | Vote            | %               |
| ------------------------- | --------------- | --------------- |
| Suzanne Vachon (Sortante) | Sans opposition | Sans opposition |

| Candidats conseiller #6 | Vote            | %               |
| ----------------------- | --------------- | --------------- |
| Katy Paquet             | Sans opposition | Sans opposition |

- Démission de Katy Paquet (conseillère #6) peu avant le 8 juillet 2019[1].
- Jean-René Dubois entre au conseil et siège au poste de conseiller #6 à partir du 3 septembre 2019[2].

| Candidats conseiller #6 | Vote | %   |
| ----------------------- | ---- | --- |
| Jean-René Dubois        | n/d  | n/d |

- Démission de Richard Beaulac (conseiller #3) peu avant le 4 novembre 2019[3].
- François Vézina entre au conseil et siège au poste de conseiller #3 à partir du 3 février 2020[4].

| Candidats conseiller #3 | Vote | %   |
| ----------------------- | ---- | --- |
| François Vézina         | n/d  | n/d |

- Démission de François Vézina (conseiller #3) peu avant le 6 juillet 2020[5].

## Parisville
|             | Élection (2013)                                                                                         | Dissolution (2017)                                                                                      | Élection (2017)                                                                                          |
| Maire       | Maurice Grimard                                                                                         | Maurice Grimard                                                                                         | Maurice Grimard                                                                                          |
| Conseillers | René Guimond Dany Boucher Jean-François Bienvenue Stéphane Boutin Sylvain Paris Marie-Blanche L'Hérault | René Guimond Dany Boucher Jean-François Bienvenue Stéphane Boutin Sylvain Paris Marie-Blanche L'Hérault | René Guimond Dany Boucher Jean-François Bienvenue Marie-Blanche L'Hérault Sylvain Paris Carole Plamondon |

| Candidats pour la mairie  | Vote            | %               |
| ------------------------- | --------------- | --------------- |
| Maurice Grimard (Sortant) | Sans opposition | Sans opposition |

| Candidats conseiller #1 | Vote            | %               |
| ----------------------- | --------------- | --------------- |
| René Guimond (Sortant)  | Sans opposition | Sans opposition |

| Candidats conseiller #2 | Vote            | %               |
| ----------------------- | --------------- | --------------- |
| Dany Boucher (Sortant)  | Sans opposition | Sans opposition |

| Candidats conseiller #3           | Vote            | %               |
| --------------------------------- | --------------- | --------------- |
| Jean-François Bienvenue (Sortant) | Sans opposition | Sans opposition |

| Candidats conseiller #4                             | Vote            | %               |
| --------------------------------------------------- | --------------- | --------------- |
| Marie-Blanche L'Hérault (Sortante d'un autre poste) | Sans opposition | Sans opposition |

| Candidats conseiller #5 | Vote            | %               |
| ----------------------- | --------------- | --------------- |
| Sylvain Paris (Sortant) | Sans opposition | Sans opposition |

| Candidats conseiller #6 | Vote            | %               |
| ----------------------- | --------------- | --------------- |
| Carole Plamondon        | Sans opposition | Sans opposition |

- Démission de Sylvain Paris (conseiller #5) le 25 mars 2019[6].
- Jason Tousignant siège au conseil municipal à titre de conseiller #5 le 5 novembre 2019[7].

| Candidats conseiller #5 | Vote | %   |
| ----------------------- | ---- | --- |
| Jason Tousignant        | n/d  | n/d |

## Saint-Pierre-les-Becquets
| Candidats pour la mairie       | Vote | %      |
| ------------------------------ | ---- | ------ |
| Éric Dupont                    | 287  | '50,71 |
| Yves Tousignant (Sortant)      | 279  | 49,29  |
| Taux de participation : 57,4 % |      |        |

| Candidats conseiller #1 | Vote            | %               |
| ----------------------- | --------------- | --------------- |
| Claude Durand (Sortant) | Sans opposition | Sans opposition |

| Candidats conseiller #2       | Vote | %     |
| ----------------------------- | ---- | ----- |
| Jean-Lorrain Lafond (Sortant) | 316  | 56,53 |
| Louise Hudon                  | 243  | 43,47 |

| Candidats conseiller #3 | Vote            | %               |
| ----------------------- | --------------- | --------------- |
| Yvon Potvin             | Sans opposition | Sans opposition |

| Candidats conseiller #4 | Vote            | %               |
| ----------------------- | --------------- | --------------- |
| Gilles Marchand         | Sans opposition | Sans opposition |

| Candidats conseiller #5 | Vote            | %               |
| ----------------------- | --------------- | --------------- |
| Ronald Bond             | Sans opposition | Sans opposition |

| Candidats conseiller #6               | Vote | %     |
| ------------------------------------- | ---- | ----- |
| Renald Paquin                         | 333  | 59,46 |
| Guy Lupien (Sortant d'un autre poste) | 227  | 40,54 |

## Saint-Sylvère
| Candidats pour la mairie                   | Vote | %      |
| ------------------------------------------ | ---- | ------ |
| Adrien Pellerin (Sortant)                  | 257  | '54,80 |
| Claude Beaudoin (Sortant d'un autre poste) | 212  | 45,20  |
| Taux de participation : 70,1 %             |      |        |

| Candidats conseiller #1 | Vote            | %               |
| ----------------------- | --------------- | --------------- |
| Sylvie Tanguay          | Sans opposition | Sans opposition |

| Candidats conseiller #2 | Vote            | %               |
| ----------------------- | --------------- | --------------- |
| Priska Kirouac          | Sans opposition | Sans opposition |

| Candidats conseiller #3 | Vote            | %               |
| ----------------------- | --------------- | --------------- |
| Normand Dubois          | Sans opposition | Sans opposition |

| Candidats conseiller #4 | Vote | %     |
| ----------------------- | ---- | ----- |
| André Lauzière          | 249  | 54,49 |
| Sylvain Thibault        | 208  | 45,51 |

| Candidats conseiller #5 | Vote            | %               |
| ----------------------- | --------------- | --------------- |
| Robert Morissette       | Sans opposition | Sans opposition |

| Candidats conseiller #6 | Vote            | %               |
| ----------------------- | --------------- | --------------- |
| Marc St-Louis           | Sans opposition | Sans opposition |

## Sainte-Cécile-de-Lévrard
|             | Élection (2013)                                                                            | Dissolution (2013)                                                                      | Élection (2017)                                                                            |
| Maire       | Luc Le Blanc                                                                               | Simon Brunelle                                                                          | Simon Brunelle                                                                             |
| Conseillers | Stéphanie Laplante Lyne Mailhot Jeannine Moisan Dany Carier Gérard Beauchesne André Bougie | Éric Chastenay Carl Héon Pierre Carignan Michel Deshaies Annie Blanchet Sébastien Lemay | Éric Chastenay Carl Héon Pierre Carignan Michel Deshaies Jean-Marie Dionne Sébastien Lemay |

| Candidats pour la mairie | Vote            | %               |
| ------------------------ | --------------- | --------------- |
| Simon Brunelle (Sortant) | Sans opposition | Sans opposition |

| Candidats conseiller #1  | Vote            | %               |
| ------------------------ | --------------- | --------------- |
| Eric Chastenay (Sortant) | Sans opposition | Sans opposition |

| Candidats conseiller #2 | Vote            | %               |
| ----------------------- | --------------- | --------------- |
| Carl Héon (Sortant)     | Sans opposition | Sans opposition |

| Candidats conseiller #3   | Vote            | %               |
| ------------------------- | --------------- | --------------- |
| Pierre Carignan (Sortant) | Sans opposition | Sans opposition |

| Candidats conseiller #4   | Vote            | %               |
| ------------------------- | --------------- | --------------- |
| Michel Deshaies (Sortant) | Sans opposition | Sans opposition |

| Candidats conseiller #5 | Vote            | %               |
| ----------------------- | --------------- | --------------- |
| Jean-Marie Dionne       | Sans opposition | Sans opposition |

| Candidats conseiller #6   | Vote            | %               |
| ------------------------- | --------------- | --------------- |
| Sébastien Lemay (Sortant) | Sans opposition | Sans opposition |

- Démission de Carl Héon (conseiller #2) le 2 juillet 2018[8].
- Pierre-Luc Blanchette siège au conseil municipal au poste de conseiller #2 à partir du 3 octobre 2018[9].

| Candidats conseiller #2 | Vote | %   |
| ----------------------- | ---- | --- |
| Pierre-Luc Blanchette   | n/d  | n/d |

## Sainte-Marie-de-Blandford
| Candidats pour la mairie       | Vote | %     |
| ------------------------------ | ---- | ----- |
| Ginette Deshaies               | 179  | 66,05 |
| Louis Martel (Sortant)         | 92   | 33,95 |
| Taux de participation : 64,8 % |      |       |

| Candidats conseiller #1  | Vote            | %               |
| ------------------------ | --------------- | --------------- |
| Pierre Sévigny (Sortant) | Sans opposition | Sans opposition |

| Candidats conseiller #2     | Vote            | %               |
| --------------------------- | --------------- | --------------- |
| Michel Beauchesne (Sortant) | Sans opposition | Sans opposition |

| Candidats conseiller #3 | Vote            | %               |
| ----------------------- | --------------- | --------------- |
| Lise Demers (Sortante)  | Sans opposition | Sans opposition |

| Candidats conseiller #4   | Vote            | %               |
| ------------------------- | --------------- | --------------- |
| Yves Desrochers (Sortant) | Sans opposition | Sans opposition |

| Candidats conseiller #5        | Vote            | %               |
| ------------------------------ | --------------- | --------------- |
| Christian Desrochers (Sortant) | Sans opposition | Sans opposition |

| Candidats conseiller #6 | Vote            | %               |
| ----------------------- | --------------- | --------------- |
| Donatien Beaulieu       | Sans opposition | Sans opposition |

- Monique Fortier remplace Lise Demers à titre de conseillère #3 avant le 13 janvier 2020[10].

| Candidats conseiller #3 | Vote | %   |
| ----------------------- | ---- | --- |
| Monique Fortier         | n/d  | n/d |

## Sainte-Sophie-de-Lévrard
|             | Élection (2013)                                                                                    | Dissolution (2017)                                                                                    | Élection (2017)                                                                                        |
| Maire       | Jean-Guy Beaudet                                                                                   | Jean-Guy Beaudet                                                                                      | Jean-Guy Beaudet                                                                                       |
| Conseillers | Serge Turmel Jacqueline M. Lambert Daniel Désilets Pierre Gravel Danièle Gagnon Christiane Michaud | Serge Turmel Jacqueline M. Lambert Daniel Désilets Pierre Gravel Danièle Gagnon Samuel F. Charpentier | Serge Turmel Jacqueline Lambert Sylvie Lambert Mathieu Fournier Danièle Gagnon Nancy Castonguay Demers |

| Candidats pour la mairie   | Vote            | %               |
| -------------------------- | --------------- | --------------- |
| Jean-Guy Beaudet (Sortant) | Sans opposition | Sans opposition |

| Candidats conseiller #1 | Vote            | %               |
| ----------------------- | --------------- | --------------- |
| Serge Turmel (Sortant)  | Sans opposition | Sans opposition |

| Candidats conseiller #2       | Vote | %     |
| ----------------------------- | ---- | ----- |
| Jacqueline Lambert (Sortante) | 150  | 50,85 |
| Patrice Vaugeois              | 145  | 49,15 |

| Candidats conseiller #3 | Vote            | %               |
| ----------------------- | --------------- | --------------- |
| Sylvie Lambert          | Sans opposition | Sans opposition |

| Candidats conseiller #4 | Vote | %     |
| ----------------------- | ---- | ----- |
| Mathieu Fournier        | 207  | 68,77 |
| Pierre Gravel (Sortant) | 94   | 31,23 |

| Candidats conseiller #5   | Vote | %     |
| ------------------------- | ---- | ----- |
| Danièle Gagnon (Sortante) | 166  | 55,89 |
| Georges Poisson           | 131  | 44,11 |

| Candidats conseiller #6 | Vote | %     |
| ----------------------- | ---- | ----- |
| Nancy Castonguay Demers | 150  | 50,85 |
| Claude Gagné            | 145  | 49,15 |

## Sainte-Françoise
| Candidats pour la mairie | Vote            | %               |
| ------------------------ | --------------- | --------------- |
| Mario Lyonnais (Sortant) | Sans opposition | Sans opposition |

| Candidats conseiller #1     | Vote | %     |
| --------------------------- | ---- | ----- |
| Sylvain Pelletier (Sortant) | 171  | 64,04 |
| Réal Dupont                 | 96   | 35,96 |

| Candidats conseiller #2  | Vote            | %               |
| ------------------------ | --------------- | --------------- |
| Martin Beaulac (Sortant) | Sans opposition | Sans opposition |

| Candidats conseiller #3 | Vote | %     |
| ----------------------- | ---- | ----- |
| Dominique Neault        | 223  | 83,52 |
| Alain Gagnon (Sortant)  | 44   | 16,48 |

| Candidats conseiller #4 | Vote | %     |
| ----------------------- | ---- | ----- |
| Alain Leblanc           | 127  | 48,11 |
| Michel Proulx           | 92   | 34,85 |
| Yvon Paulin             | 45   | 17,05 |

| Candidats conseiller #5 | Vote | %     |
| ----------------------- | ---- | ----- |
| Yoland Neault           | 157  | 58,80 |
| Claude Gagnon (Sortant) | 110  | 41,20 |

| Candidats conseiller #6 | Vote | %     |
| ----------------------- | ---- | ----- |
| Alain Bédard (Sortant)  | 160  | 60,84 |
| Patricia Decelles       | 103  | 39,16 |

- Yvon Paulin remplace Alain Bédard au poste de conseiller #6 avant le 15 décembre 2020[11].

| Candidats conseiller #6 | Vote | %   |
| ----------------------- | ---- | --- |
| Yvon Paulin             | n/d  | n/d |